# Adrian Sprott
Adrian Sprott (Edinburgh, 23 maart 1962 – 10 juni 2023) was een Schots voetballer. Sprott speelde voor Meadowbank Thistle, Hamilton Academical FC en Stenhousemuir FC. 
Sprott overleed op 61-jarige leeftijd.